# Kirchbergbrücke
Die Kirchbergbrücke ist eine Fußgängerbrücke über den Rathenower Stadtkanal, einem Arm der Havel in der brandenburgischen Stadt Rathenow.

## Geschichte
Bis zum Jahr 1288 war es möglich, durch ein kleines Tal die beiden Hügel, den Kirchberg und den Weinberg in der mittelalterlichen Stadt zu erreichen. Diese Senke wurde zum Zwecke eines durchgehenden Schutzes der Stadt zur Havel durchbrochen und geflutet. Im selben Jahr wird erstmals der fossatum ipsius civitatis, der Stadtgraben beschrieben. Eine von 1548 bis 1559 erbaute Kesselschleuse gewährleistete eine durchgängige Schiffspassage. An deren Stelle befindet sich noch heute die Stadtschleuse Rathenow. Dieser Havelarm nennt sich heute Rathenower Stadtkanal.
Die 2002 fertiggestellte Kirchbergbrücke führt über den ehemaligen Stadthafen, den ursprünglichen Stadtgraben, heute Schleusenkanal, zum Kirchberg mit den Resten des alten Stadtkerns. Die als Fuß- und Radwegbrücke gebaute Balkenbrücke aus Stahl verbindet nach mehr als 700 Jahren wieder den Kirchberg mit dem Weinberg. Ihre Geländer bestehen aus einer leichten Stahlrohrkonstruktion mit horizontal gespannten Stahlseilen. Die Widerlager sind massiv ausgeführt mit dem vor Ort charakteristischen Backsteinsichtmauerwerk.
Die Gesamtlänge der barrierearmen Brücke beträgt 72,50 Meter, die Gehbahnbreite 2,50 Meter, und die Gesamtbreite 3,00 Meter. Die Länge des Überbaus wird mit 65,00 Metern angegeben. Die Baukosten betrugen etwa 420.000 Euro.